# Bredsjön (Ljusnarsbergs socken, Västmanland)
Bredsjön är en sjö i Ljusnarsbergs kommun i Västmanland och ingår i Norrströms huvudavrinningsområde. Sjön är 28 meter djup, har en yta på 0,7 kvadratkilometer och är belägen 184 meter över havet. Sjön avvattnas av vattendraget Bredsjöbäcken. Vid provfiske har abborre, mört och siklöja fångats i sjön.

## Delavrinningsområde
Bredsjön ingår i det delavrinningsområde (663131-145573) som SMHI kallar för Utloppet av Bredsjön. Medelhöjden är 215 meter över havet och ytan är 6,59 kvadratkilometer. Det finns inga avrinningsområden uppströms utan avrinningsområdet är högsta punkten. Bredsjöbäcken som avvattnar avrinningsområdet har biflödesordning 4, vilket innebär att vattnet flödar genom totalt 4 vattendrag innan det når havet efter 252 kilometer. Avrinningsområdet består mestadels av skog (76 procent) och jordbruk (10 procent). Avrinningsområdet har 1,35 kvadratkilometer vattenytor vilket ger det en sjöprocent på 4,9 procent.